# Gürbulak
Gürbulak är en by i östra Turkiet som ligger alldeles vid gränsen till Iran. Orten ligger i provinsen Ağrı och har ca 1500 invånare. Vid orten ligger också slutet på vägen E80.